# میریام گالانتی
میریام گالانتی (ایتالیایی: Miriam Galanti؛ زادهٔ ۵ آوریل ۱۹۸۹) بازیگر و مجری تلویزیون اهل ایتالیا است. وی از سال ۲۰۰۹ میلادی تاکنون مشغول فعالیت بوده است. 
گالانتی کار بازیگری خود را در رم آغاز کرد و در هفتاد و یکمین جشنواره فیلم ونیز برندهٔ جایزهٔ «یک استعداد بازیگری فراتر» شد. وی همچنین در هفتاد و ششمین دوره جشنواره بین‌المللی فیلم ونیز برندهٔ «جایزهٔ کینئو» شد.
از فیلم‌ها یا مجموعه‌های تلویزیونی که وی در آن‌ها نقش داشته است، می‌توان به پدر ماتئو اشاره نمود.